# Le Christ mort au tombeau soutenu par deux anges
Le Christ mort au tombeau soutenu par deux anges – en italien Cristo morto sorretto da due angeli  – est un tableau réalisé en 1477 par le peintre italien Carlo Crivelli. De format vertical, cette petite huile sur bois de peuplier est une peinture chrétienne qui représente Jésus-Christ selon l'iconographie chrétienne de l'Homme de douleurs : bien que mort, il est maintenu en station debout, dans son tombeau, par deux angelots dont les attitudes et expressions traduisent la compassion et l'affliction. Achetée en 1861 à Giampietro Campana, l'œuvre est conservée au musée du Louvre, à Paris, en France.